# Campionato mondiale cadetti di scherma 2022
Il Campionato mondiale cadetti di scherma del 2022 ("2022 World Cadets Fencing Championships") è stato organizzato dalla Federazione internazionale della scherma e si è svolto a Dubai in Emirato di Dubai dal 2 al 10 aprile.
Nel fioretto, si sono aggiudicati i titoli del campionato mondiale l'Hongkonghese Tit Nam Cheng, che ha battuto in finale il tedesco Ruben Lindner, e la canadese Jessica Zi Jia Guo che ha avuto la meglio sulla britannica Carolina Stutchbury.
Nella spada lo statunitense Samuel Imrek ha battuto in finale l'israeliano Alon Sarid, ottenendo il titolo mondiale cadetti maschile, mentre tra le donne la turca Aleyna Erturk ha superato l'ucraina Anna Maksymenko.
Nella sciabola l'uzbeko Zuhriddin Kodirov prevale sullo statunitense Colin Heathcock, mentre la statunitense Magda Skarbonkiewicz ha battuto la statunitense Siobhan Sullivan.

## Podi

### Uomini
| Specialità  | Oro               | Argento         | Bronzo                            |
| Individuali |                   |                 |                                   |
| Fioretto    | Tit Nam Cheng     | Ruben Lindner   | Andrew Chen Matteo Iacomoni       |
| Spada       | Samuel Imrek      | Alon Sarid      | Fabio Mastromarino Maksym Perchuk |
| Sciabola    | Zuhriddin Kodirov | Colin Heathcock | Cody Walter Ji William Morrill    |

### Donne
| Specialità  | Oro                  | Argento             | Bronzo                       |
| Individuali |                      |                     |                              |
| Fioretto    | Jessica Zi Jia Guo   | Carolina Stutchbury | Matilde Molinari Rino Nagase |
| Spada       | Aleyna Erturk        | Anna Maksymenko     | Hailin Chen Mizuki Homma     |
| Sciabola    | Magda Skarbonkiewicz | Siobhan Sullivan    | Eunyu Kim Alejandra Manga    |

## Medagliere
| Pos.   | Nazione       | Oro | Argento | Bronzo | Totale |
| ------ | ------------- | --- | ------- | ------ | ------ |
| 1      | Stati Uniti   | 2   | 2       | 3      | 7      |
| 2      | Hong Kong     | 1   | 0       | 1      | 2      |
| 3      | Canada        | 1   | 0       | 0      | 1      |
| 3      | Uzbekistan    | 1   | 0       | 0      | 1      |
| 3      | Turchia       | 1   | 0       | 0      | 1      |
| 6      | Ucraina       | 0   | 1       | 1      | 2      |
| 7      | Regno Unito   | 0   | 1       | 0      | 1      |
| 7      | Germania      | 0   | 1       | 0      | 1      |
| 7      | Israele       | 0   | 1       | 0      | 1      |
| 10     | Italia        | 0   | 0       | 3      | 3      |
| 11     | Giappone      | 0   | 0       | 2      | 2      |
| 12     | Corea del Sud | 0   | 0       | 1      | 1      |
| 12     | Francia       | 0   | 0       | 1      | 1      |
| Totale | Totale        | 6   | 6       | 12     | 24     |